# Johann Friedrich Heinrich Schwabe
Johann Friedrich Heinrich Schwabe (* 14. März 1779 in Eichelborn; † 29. Dezember 1834 in Darmstadt) war ein deutscher Mineraloge, evangelischer Pfarrer und Abgeordneter.

## Familie
Friedrich Schwabe war der Sohn eines Gymnasiallehrers und späteren Pfarrers. Er heiratete am 14. Juni 1803 Sophie Charlotte geborene Müller (1786–1853), die Tochter des Stadtpfarrers in Eisleben.

## Leben
Schwabe erhielt zunächst Hausunterricht und besuchte dann 1792 bis 1796 das Gymnasium in Eisleben. 1796 bis 1801 studierte er an der Universität Jena Theologie und Philosophie und begann sich dort auch für Mineralogie zu interessieren. 1800 legte er die Kandidatenprüfung als Pfarrer in Weimar ab und wurde im November 1800 zum Dr. phil. promoviert (mit einer Dissertation über Mineralogie) und 1801 wurde er Privatdozent und Bibliothekar in Jena.
1802 bis 1821 war er Pfarrer in Wormstedt, 1821 bis 1827 Superintendent und Oberpfarrer in Neustadt an der Orla. 1827 ehrte ihn die Universität Marburg mit der Promotion zum Dr. theol. h. c. Von 1827 bis 1833 war er Hofprediger und Oberkonsistorialrat und Verwalter der milden Stiftungen in Weimar.
In den Jahren 1833 bis 1834 war er Oberpfarrer, Erster Oberkonsistorialrat und Superintendent der Provinz Starkenburg und Prälat der Evangelischen Landeskirche in Hessen. Mit der Funktion des Prälaten verbunden war ein Sitz in der Ersten Kammer der Landstände des Großherzogtums Hessen. Am 2. Juli 1833 legte er seinen Abgeordneteneid ab.
Er gab mit Johann Georg Lenz die Annalen der Mineralogischen Societät in Jena heraus.

## Schriften (Auswahl)
- Historische Nachricht von der Societät für die gesammte Mineralogie zu Jena. Jena 1801. Digitalisat.
- Einführung in die Geschichte der Mineralogie. Jena 1803.
- Fortgesetzte historische Nachrichten von der Herzogl. S. Weimar- und Eisen. Societät für die gesammte Mineralogie zu Jena. Jena 1813. Digitalisat.
- Briefe über das Verhalten des Predigtamts gegen die, welche Christum in der Wüste suchen, an einen Freund gerichtet. Druck und Verlag Johann Karl Gottfried Wagner, Neustadt a. d. Orla 1822 Google Books
- Grundzüge einer Geschichte der Mineralogie. Jena 1823 ThULB Jena
- Zur Geschichte der Schullehrer-Bibel des Herrn D. Dinter, bei Johann Karl Gottfried Wagner, Neustadt a. d. Orla 1826 Google Books
- Grundzüge einer constitutionellen Kirchenverfassung, Druck und Verlag Johann Karl Gottfried Wagner, Neustadt a. d. Orla 1832 Google Books
- Selbstbekenntnisse, den sämmtlichen Amtsbrüdern im Großherzogthum Hessen statt eines Hirtenbriefes gewidmet, Druck und Verlag von Karl Wilhelm Leske, Darmstadt 1833 Google Books
- Grundsätze der Erziehung und des Unterrichts sittlich verwahrloseter und verlassener Kinder in Beschreibung einer diesem Zwecke gewidmeten Anstalt, Verlag von Georg Reichardt, Eisleben 1833 Google Books
- Die Verwahr- oder sogenannte Kleinkinder-Schule in ihren Zwecken und Einrichtungen, Druck und Verlag Johann Karl Gottfried Wagner, Neustadt a. d. Orla 1834 Google Books